# Генеральный груз

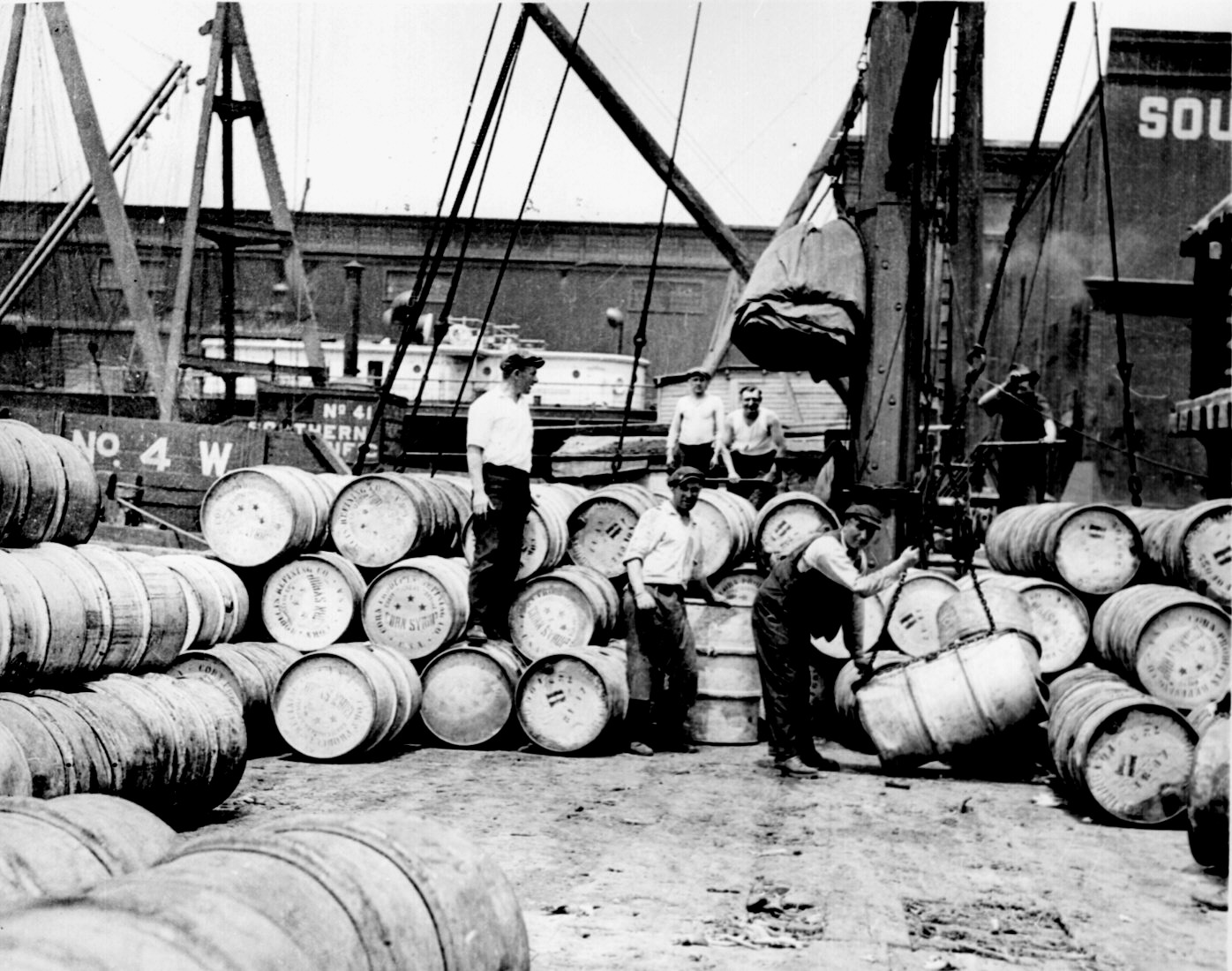
Рабочие стивидорной компании загружают бочки на баржу на причале на реке Гудзон (1912).

Генеральный груз (англ. general cargo) — штучный груз и товар (продукция), который перевозится в упаковке. В качестве упаковки могут использоваться ящики, мешки, бочки, биг-беги, контейнеры, тюки, пакеты и другие виды упаковки груза. Перевозка генеральных грузов в отличие от груза, перевозимого «без упаковки»: наливом (нефть и другие жидкости), навалом или насыпью (зерно, руда, уголь) — требует подготовки к предстоящей перевозке в прямом или смешанном сообщении: морским, речным, железнодорожным, автомобильным и авиационным транспортом и особого отношения со стороны перевозчика. Зачастую генеральный груз перевозится сборными партиями. В этом случае составляется грузовой список.
К генеральным грузам могут относиться следующие виды товаров (продукции):
- Различная металлопродукция (арматура, металлические чушки, слитки, прокат, лента, металлолом, проволока и другая);
- Подвижная техника (самоходная и несамоходная на колесном или гусеничном ходу);
- Железобетонные изделия и конструкции;
- Контейнеры;
- Груз в транспортных пакетах;
- Штучный груз в упаковке (например, в ящиках разных размеров и изготовленных из различных материалов);
- Крупногабаритные и тяжеловесные грузы;
- Различные виды лесоматериалов (доски, пиломатериалы, фанера и т.д)
- Цемент, руды цветных металлов и концентраты в биг-бегах
- Различные грузы в бочках, барабанах, корзинах, так называемые катно-бочковые грузы

Генеральные грузы делятся на категории:
По размерам:
- обычные;
- длинномерные (свыше 3 м);
- негабаритные.

По массе:
- легковесные;
- тяжеловесные (более 5т).

Сам перевозимый груз также можно разделить на категории:
- штучные товары — перевозятся в картонных коробках, мешках, ящиках, пластмассовых бочках, мотках, рулонах и т. д.;
- грузы, сформированные в пакеты — цемент, крупы, удобрения и т. д.;
- металлопродукция — проволока, рельсы, балки, трубы, заготовки, металл в связках и т. д.;
- технические средства — автомобили и спецтехника;
- лесоматериал и т. д.